# Bang (Gorky Park)
Bang è un singolo del gruppo musicale russo Gorky Park, pubblicato nel 1989 come primo estratto dal primo album in studio Gorky Park.

## Classifiche
| Classifica                                              | Posizione massima |
| ------------------------------------------------------- | ----------------- |
| Norvegia                                                | 5                 |
| Stati Uniti d'America Mainstream Rock Songs (Billboard) | 41                |